# Ramaria strasseri
Espèce
Ramaria strasseri est une espèce de champignons de la famille des Gomphaceae. Elle a été décrite sous le nom Clavaria strasseri par Giacomo Bresadola en 1900 dans le Pilzflora Sonntagsberg (1900: vol. 2, p. 3) de P. Pius Strasser (1843-1927), botaniste d'après un échantillon collecté par ce dernier.
L’espèce a ensuite été transférée au genre Ramaria en 1950 par Edred John Henry Corner.